# Gare de Rehaincourt
La gare de Rehaincourt est une gare ferroviaire française (désaffectée) de la ligne de Charmes à Rambervillers (désaffectée), située sur le territoire de la commune de Rehaincourt, dans le département des Vosges en région Lorraine.
Mise en service en 1871 par la Compagnie des chemins de fer de l'Est, elle est fermée au service des voyageurs en 1935 et à celui des marchandises en 1939.

## Situation ferroviaire
Établie à 338 m d'altitude, la gare de Rehaincourt était, durant la période d'activité de la ligne, située au point kilométrique (PK) 14,1 de la ligne de Charmes à Rambervillers, entre les gares de Moriville et d'Ortoncourt.

## Histoire
Le 30 décembre 1864 le préfet du département des Vosges annonce par courrier qu'il a fait étudier un nouveau tracé pour le projet de ligne devant relier Rambervillers et la ligne de Gray à Nancy. Il indique que le raccordement se fera à Charmes et qu'il est notamment prévu une station à Rehaincourt. Comme les autres stations de la ligne, il est prévu de l'installer sur une ligne droite avec un palier d'au moins 500 mètres.
La station de Rehaincourt est mise en service le 16 septembre 1871 par la Compagnie des chemins de fer de l'Est, chargée de l'exploitation par la Compagnie du chemin de fer de Rambervillers à Charmes concessionnaire de la ligne.
En 1886, le trafic en gare représente pour l'expédition, 7 163 voyageurs et en marchandises : 16 614 kg en grande vitesse et 587 305 kg en petite vitesse. Le tout pour une recette globale de 4 629,15 fr.
La fermeture du service voyageurs intervient en 1935 et celle du service des marchandises en 1939.
Le bâtiment voyageurs et sa halle à marchandises sont toujours présents sur le site.